# Ta Keo

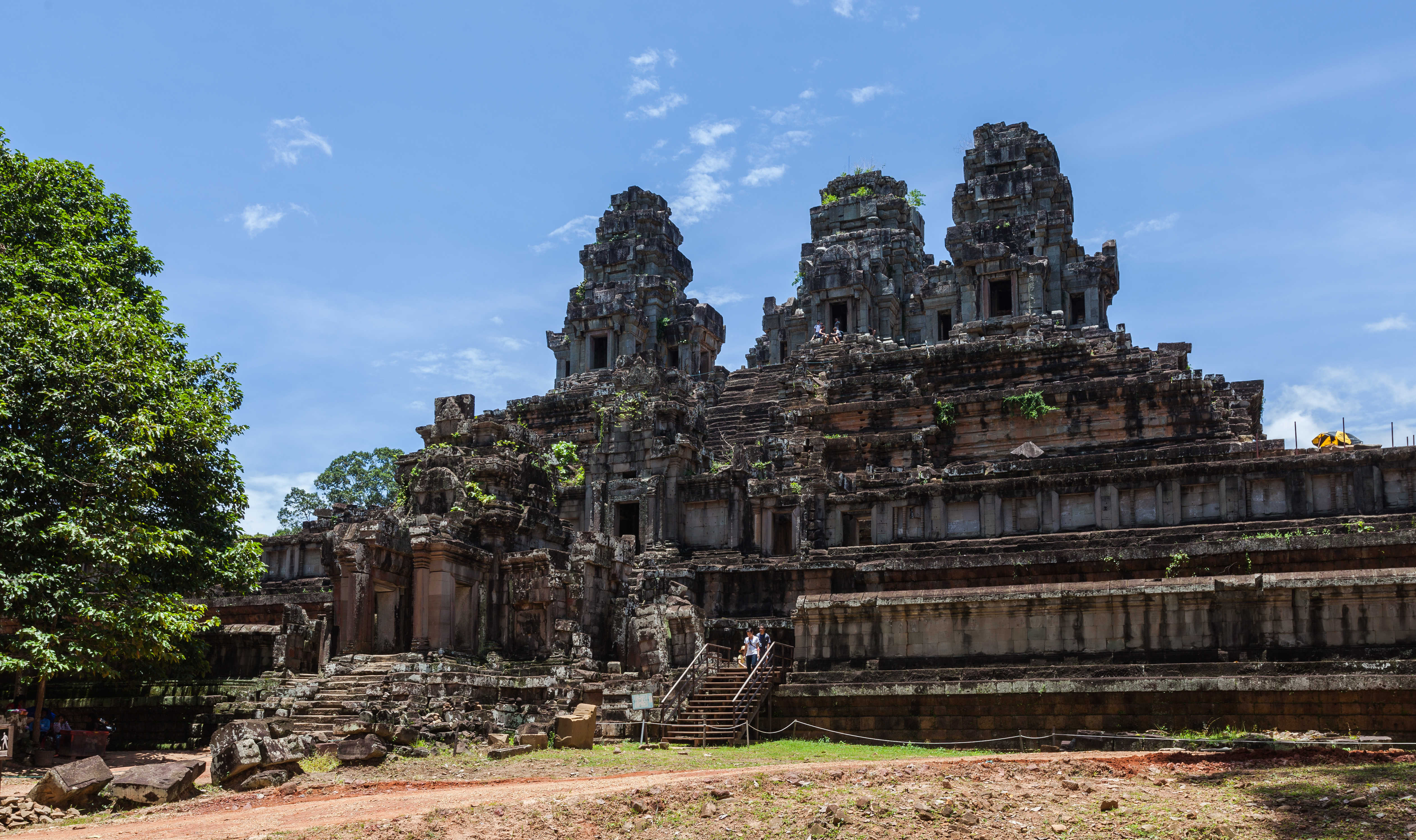
Blick auf die Gesamtanlage

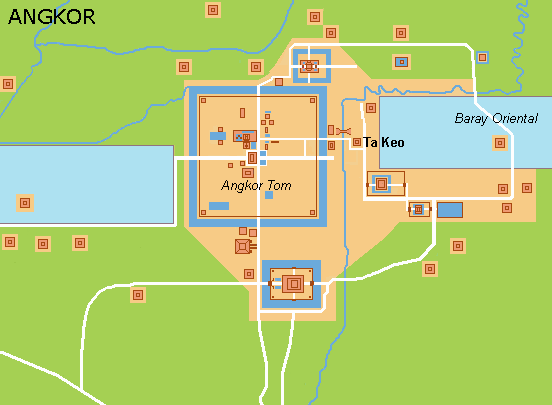
Lage

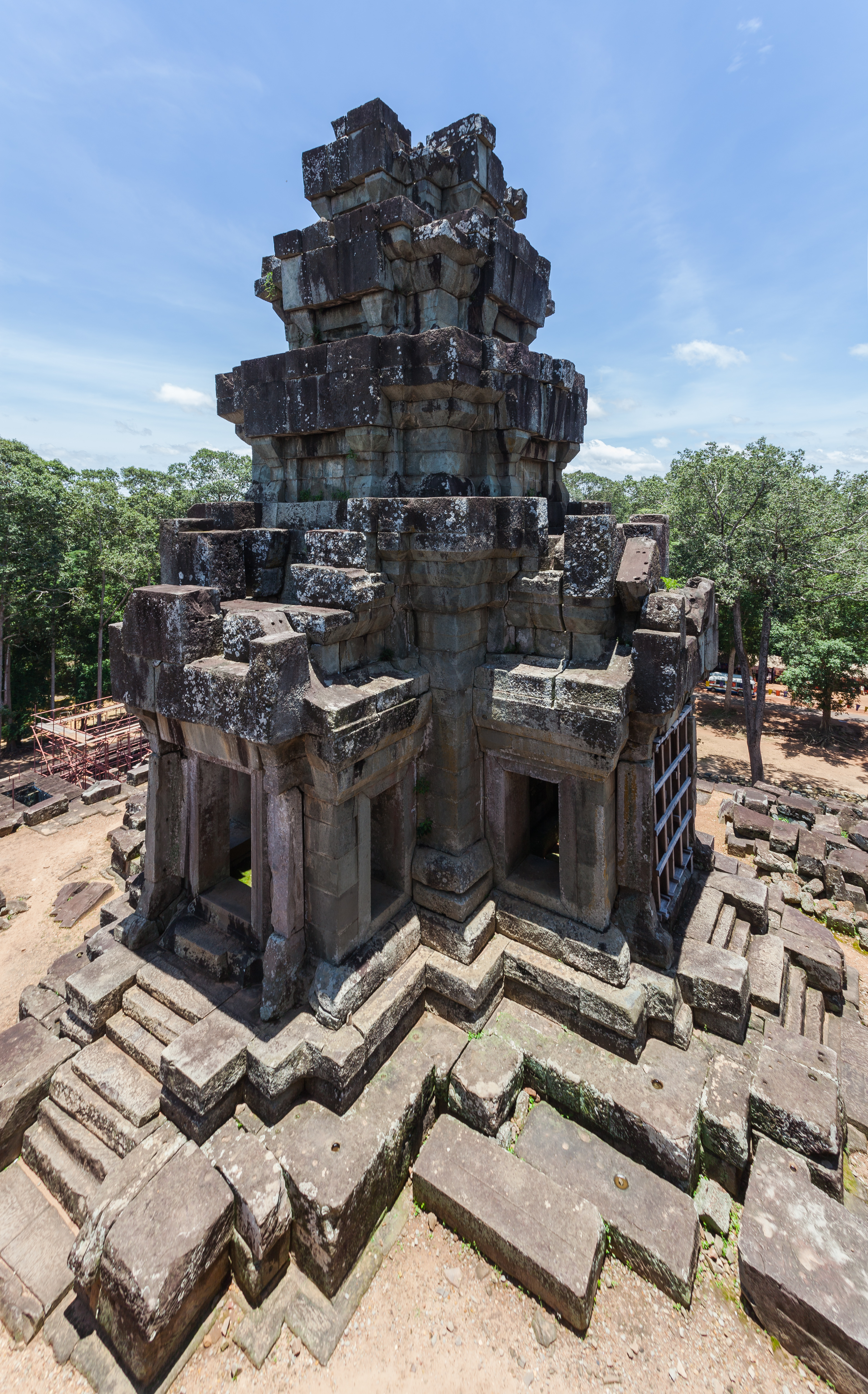
Äußerer Turm

Ta Keo (Khmer ប្រាសាទតាកែវ), auch Prasat Keo, ist ein etwa eintausend Jahre alter monumentaler Tempelberg in der zentralen Angkorregion (Kambodscha). Heute liegt Ta Keo auf dem Weg vom Siegestor der historischen Hauptstadt Angkor Thom zum Westufer des Östlichen Baray, eines mittlerweile trockenen künstlichen Wasserreservoirs; zwar ist der Tempel ein Jahrhundert jünger als das Reservoir, aber zwei Jahrhunderte älter als die Stadt.
Der moderne Name Ta Keo bedeutet zu deutsch „Altes Kristall“, Prasat Keo heißt dementsprechend „Kristall-Tempel“; der ursprüngliche Name lautete Hemasringagiri, zu deutsch „Berg mit goldenen Gipfeln“, und verwies auf den mythologischen Berg Meru.

## Geschichte
In die Geschichte der Pyramidentempel in Angkor reiht sich Ta Keo als bis dahin weitaus größtes und imposantestes Bauwerk ein. Als Marksteine gelten die noch vergleichsweise flachen Stufenpyramiden Bakong (Roluos) und Bakheng, die steilen Stufenpyramiden Baksei Chamkrong und Prasat Thom (Koh Ker), die besonders harmonischen Anlagen Pre Rup und eben Ta Keo, schließlich die monumentalen Beispiele Baphuon und Angkor Wat.
Ta Keo wurde unter König Jayavarman V. (Regierungszeit 968–1001) und König Suryavarman I. (Regierungszeit um 1002–1050) erbaut und sollte als neuer Staatstempel dienen. Im Jahr 1007 wurde er dem Hindugott Shiva geweiht, kurz vor Vollendung aber aufgegeben – offenbar wegen eines als schlechtes Omen geltenden Blitzeinschlags. Einige Reliefarbeiten am Osteingang waren bereits fertig, die übrigen Wände jedoch blieben ungestaltet. Die Klarheit des Baus wird durch die ungeplante Schmucklosigkeit noch gesteigert; die glatten Flächen erinnern tatsächlich an Kristalle. Suryavarman I. soll den Tempel dem Gelehrten Yogisvara Pandita zur Verfügung gestellt haben, der aber die oberste Terrassenstufe samt Türmen nicht nutzte, weil er sich nicht würdig genug fühlte.
Nur die unterste Terrassenstufe des Ta Keo besteht aus Laterit. Damit ist er der erste Khmertempel, der fast vollständig in Sandstein erbaut wurde – die Steine wurden 30 km weit aus einem Steinbruch am Phnom Kulen antransportiert. Auch die umlaufende Galerie und die in die vier Haupthimmelsrichtungen (nicht nur ostwärts) geöffneten Tempeltürme sind ohne Vorläufer. Unter allen Khmertempeln ist Ta Keo der einzige Rohbau und zeigt in großer Unmittelbarkeit die Sorgfalt, mit der die Steinquader fast fugenlos aufeinander geschichtet wurden.

## Architektur

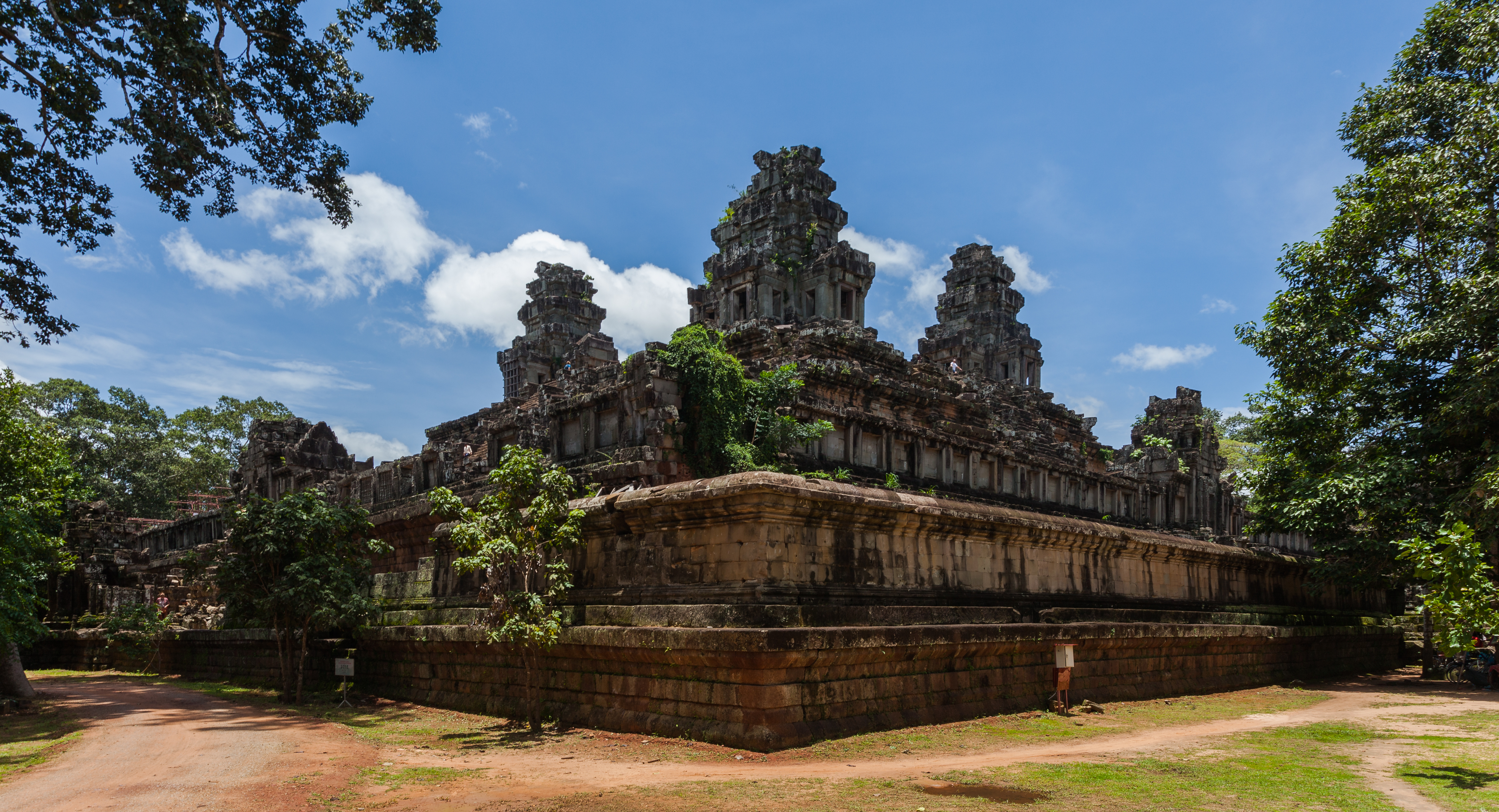
Der Tempelberg Ta Keo

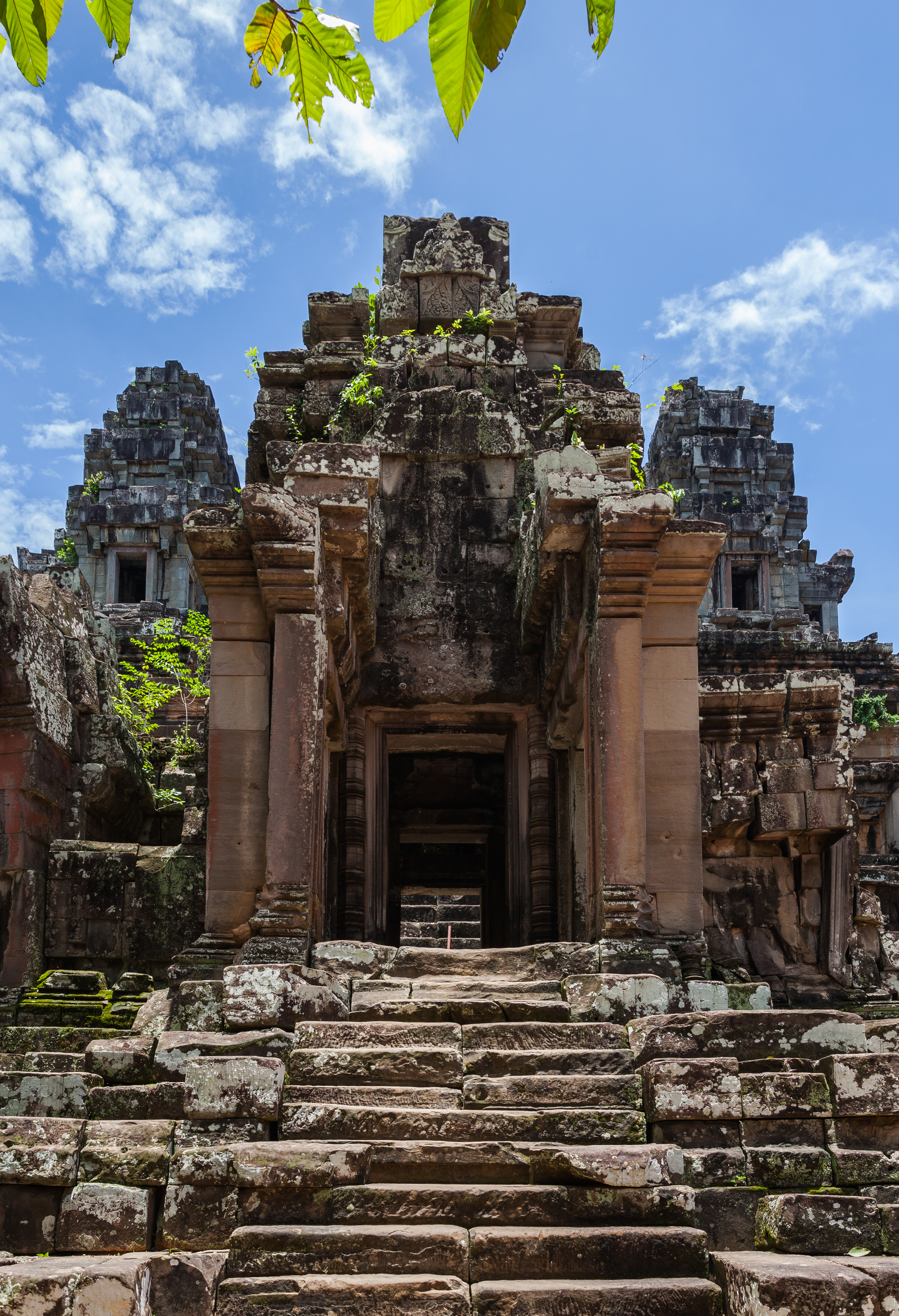
Eingang zur oberen Ebene

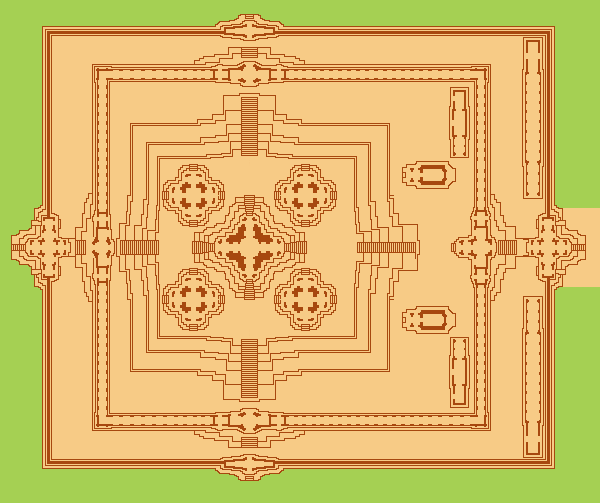
Grundriss

Die rechteckige Tempelanlage ist von einem heute ausgetrockneten Wassergraben umgeben und misst einschließlich diesem 195 auf 255 m; der historische Haupteingang befindet sich in der östlichen Schmalseite des Rechtecks. Auf einer zweistufigen Terrasse thront, etwas westwärts verlagert, also weg vom Haupteingang, eine dreistufige Pyramide. Die untere Terrasse misst 106 auf 122 m; die obere Terrasse erhebt sich 5,5 m über die untere und misst 75 auf 80 m; die Pyramide erhebt sich 14 m über die obere Terrasse und misst unten 60 auf 60 m, oben 47 auf 47 m. Die oberste Plattform der Pyramide wird gekrönt von fünf Tempeltürmen, die im Quincunx angeordnet sind, also wie die fünf Punkte auf einer Würfelfläche; die äußeren Türme besitzen jeweils einen 80 cm hohen Sockel, der zentrale Turm einen zweistufigen, insgesamt 4 m hohen Sockel. Ursprünglich einmal erhob sich der gesamte Bau gut 50 m über den Erdboden.
Von den vier Tortürmen (Gopura) in den Außenmauern führen vier Zugänge geradewegs bis auf die oberste Plattform der Pyramide. Die Treppenstufen sind bis zu 40 cm hoch. Der Ostseite der unteren Terrasse entlang, links und rechts des Hauptzugangs, verlaufen lange schmale Hallen mit Balusterfenstern. Rings um die obere Terrasse schlingen sich zwei Schlangen (Naga), die verschwundenen Köpfe im Osten, die Schwänze im Westen, und verläuft eine Galerie, deren Fenster nach innen schauen und die über keinerlei Zugang verfügt, also rein dekorativer Natur ist. Auf derselben Terrasse stehen links und rechts des Hauptzugangs so genannte Büchereien oder Sakristeien; mittig, direkt unterhalb der absatzlos auf die Pyramide führenden Treppe, kniet ein heiliger Stier (Nandi).
Vom Haupteingang ostwärts verläuft ein etwa 500 m langer Dammweg bis an den östlichen Baray. Hier befindet sich eine kleine zweistufige Landestelle. Die gesamte, einem Mandala vergleichbare Tempelanlage symbolisiert in ihrer Ausrichtung Harmonie mit Erde und Himmel, in ihrem Aufbau den ins Zentrum und nach oben führenden Weg zu den Göttern.